# Sicherheitenbewertung
Sicherheitenbewertung ist allgemein im Finanzwesen und speziell im Bankwesen die erstmalige und permanente Wertermittlung des Wertes von Kreditsicherheiten während der Laufzeit eines Kredits.

## Allgemeines
Reicht die Bonität eines Kreditnehmers für einen Blankokredit nicht aus, ist aber dennoch eine Kreditgewährung gegen die Stellung von Kreditsicherheiten vertretbar, so müssen die angebotenen Sicherheiten bestimmte Kriterien erfüllen („bankübliche Sicherheiten“). Diese Kreditsicherheiten sollen einen Geldwert repräsentieren, der jederzeit ausreicht, um im Falle der Nichtrückzahlung von Kredit oder Kreditzinsen die offenen Forderungen der Bank vollständig abzudecken. Die vorgesehenen Kreditsicherheiten werden aufgrund der Beleihungsunterlagen im Hinblick auf einen nachhaltig zu erwartenden Verwertungserlös nach einer möglichen Kreditkündigung bewertet. Das Ergebnis der Sicherheitenbewertung ist der Beleihungswert. Je nach Wertschwankung oder schneller Verwertbarkeit wird hiervon ein von der Art der Sicherheit abhängiger Sicherheitsabschlag vorgenommen. Dieser Abschlag vom Beleihungswert ergibt die Beleihungsgrenze, die im Normalfall die maximale Obergrenze darstellt, bis zu der ein Kreditinstitut Kredite gewähren darf.
Die Frage der Bewertung von Kreditsicherheiten stellt sich mithin nicht bei Blankokrediten, sondern regelmäßig dann, wenn Kreditgeber vom Kreditnehmer oder dritten Sicherungsgebern zur Absicherung des Kreditrisikos eine Sicherheitenbestellung verlangen. Dadurch wird auch das Wertschwankungsrisiko der hereingenommenen Kreditsicherheiten zum weiteren Bestandteil des Kreditrisikos. Das Wertschwankungsrisiko besteht in der Gefahr, dass der aktuelle Wert von Kreditsicherheiten während der Kreditlaufzeit unter den jeweiligen Restkredit absinkt und damit im Falle der Verwertung für die Abdeckung des Restkredits nicht ausreicht. Das Verhältnis des dann auftretenden Kreditausfallbetrages zur gleichzeitig betrachteten Kredithöhe wird als Parameter Ausfallverlustquote (englisch loss given default, Abkürzung LGD) geschätzt. Um die Ausfallverlustquote zu verringern, ist das Wertschwankungsrisiko durch eine vorsichtige Sicherheitenbewertung zu reduzieren.
Das Rechtsrisiko der Rechtswirksamkeit und Durchsetzbarkeit der Sicherheitenverträge ist für Kreditinstitute nach Art. 4 Abs. 1 Nr. 52 Kapitaladäquanzverordnung (englische Abkürzung CRR) ein operationelles Risiko.

## Zweck
Die sachgerechte Bewertung von Kreditsicherheiten ist wesentliche Voraussetzung für die zuverlässige Risikoermittlung auf der Einzelkredit- und der Ebene des gesamten Kreditportfolios eines Kreditinstituts. Diese Sicherheitenbewertung verfolgt vier Ziele:
- Abschätzung des Kreditrisikos bei einer Kreditvergabe:

Bezüglich der gestellten Sicherheiten erwartet die Bank im Fall eines Kreditausfalls eine Rückführung des Restkredits aus der Verwertung ihrer Kreditsicherheiten in Höhe der Sicherheitenbewertung; im Idealfall liegt somit die Erlösquote bei 100 %, was bedeutet, dass der Wert der Kreditsicherheit exakt dem offenstehenden Forderungsbetrag entspricht – dann beträgt die komplementäre Größe Ausfallverlustquote 0 %.
- Vorsichtige und nachhaltige Bewertung der Sicherheiten:

Bei einer vorsichtigen Ermittlung von Sicherheitenwerten hat ein Kreditinstitut die weitgehende Gewähr, dass den Sicherheitenwert beeinträchtigende Marktschwankungen bereits im Prozess der Sicherheitenbewertung berücksichtigt wurden und somit nicht zu nachträglich unbesicherten Kreditteilen führen werden.
- Am kalkulatorischen Risiko orientierte Preisfindung:

Ganz überwiegend vermindern Kreditsicherheiten das Kreditrisiko. Das führt zu einer geringeren Kreditmarge, weil die Risikobestandteile innerhalb dieser Marge besicherungsbedingt kleiner werden oder sogar auf „Null“ zurückgehen. Dadurch müssen Kredite durch ein Kreditinstitut mit geringeren oder gar keinen Eigenmitteln unterlegt werden. Das hat wiederum einen geringeren Kreditzins zur Folge.
- Ermittlung der Grundlage für Anrechnungserleichterungen nach dem KWG und der CRR bei Bestellung sowie späterer Überwachung und Aktualisierung der Sicherheitenwerte:

Ferner dient die Sicherheitenbewertung der Ermittlung der notwendigen Eigenkapitalunterlegung des Kredites durch die Bank (Risikoposition) und der Erfüllung der Anforderungen des aufsichtsrechtlichen Meldewesens.

## Rechtsfragen
Auf der Grundlage des § 25a Abs. 1 KWG hat das BaFin im Dezember 2012 für Kreditinstitute die Mindestanforderungen an das Risikomanagement (BA) erlassen. Diese stellen eine allgemein gehaltene Vorgabe dar, wenn sie in BTO 1.2 Nr. 2 verlangen, dass Kreditinstitute die bankinternen „Verfahren zur Überprüfung, Verwaltung und Verwertung gestellter Sicherheiten festzulegen“ haben. Nach BTO 1.2.1 Nr. 2 und 3 ist die Werthaltigkeit von Sicherheiten grundsätzlich vor der Kreditvergabe zu überprüfen. Bei der Überprüfung der Werthaltigkeit kann auf bereits vorhandene Sicherheitenwerte zurückgegriffen werden, sofern keine Anhaltspunkte für Wertveränderungen vorliegen. Hängt der Sicherheitenwert maßgeblich von den Verhältnissen eines Dritten ab (z. B. Bürgschaft), so ist eine angemessene Überprüfung der Adressenausfallrisiken des Dritten durchzuführen.
Nach § 1a KWG gilt die Kapitaladäquanzverordnung für alle CRR-Kreditinstitute, so dass die in der Verordnung aufgestellten, konkreteren Bewertungsgrundsätze in allen EU-Mitgliedstaaten anzuwenden sind. Diese Bewertungsgrundsätze bestehen detailliert lediglich für Immobiliensicherheiten, während Vorschriften für andere Kreditsicherheiten nur fragmentarisch vorhanden sind.

## Sachsicherheiten
Zu den Sachsicherheiten gehören Immobilien, bewegliche Sachen und Rechte.

### Immobilienbewertung
Als häufigste – und gleichzeitig am schwersten zu bewertende – Kreditsicherheit kommt im Bankwesen das Grundpfandrecht an Wohn- und Gewerbeimmobilien vor.
Nach § 10 Nr. 8 KWG gelten seit Januar 2014 für die Vorgaben zur Bemessung des Beleihungswerts die Bestimmungen der Kapitaladäquanzverordnung. Diese lassen die Nutzung eines Beleihungswertes von Immobilien bei der Bestimmung der Risikogewichte und Risikopositionswerte von Realkrediten und Hypothekendarlehen nur in denjenigen Mitgliedstaaten zu, die in ihren Rechts- oder Verwaltungsvorschriften strenge Vorgaben für seine Bemessung vorgesehen haben. In der neuen SolvV wird deshalb klargestellt, welchen Anforderungen ein für die Zwecke der Kapitaladäquanzverordnung berücksichtigungsfähiger Beleihungswert genügen muss. Diese Anforderungen sind in § 22 SolvV abschließend aufgezählt. Danach muss der Beleihungswert eine der folgenden Bedingungen erfüllen:
- Ermittelt nach § 16 Abs. 2 Satz 1 bis 3 PfandBG in Verbindung mit der Beleihungswertermittlungsverordnung (BelWertV)
- Ermittelt nach § 7 Abs. 7 Gesetz über Bausparkassen unter Beachtung einer von der BaFin genehmigten Bestimmung nach § 5 Abs. 2 Nr. 3 Gesetz über Bausparkassen
- Bezogen auf eine Immobilie in einem anderen Staat des Europäischen Wirtschaftsraums und ermittelt auf Grundlage von in diesem Staat gültigen strengen Vorgaben in Rechts- oder Verwaltungsvorschriften, die die BaFin als mit der Beleihungswertermittlungsverordnung gleichwertig anerkannt hat
- Der Beleihungswert ist ein anders ermittelter nachhaltig erzielbarer Wert, der den Anforderungen des § 16 Abs. 2 Satz 1 bis 3 PfandBG genügt.

Nach Art. 4 Abs. 1 Nr. 74 Kapitaladäquanzverordnung (CRR) repräsentiert der Beleihungswert den Wert einer Immobilie, der bei einer vorsichtigen Bewertung der künftigen Marktgängigkeit unter Berücksichtigung der langfristigen dauerhaften Eigenschaften, „der normalen und örtlichen Marktbedingungen, der derzeitigen Nutzung sowie angemessener Alternativnutzungen bestimmt wird“. Wertbestimmende Faktoren sind demnach die vorsichtige Einschätzung der Marktgängigkeit, wobei dauerhafte Eigenschaften und künftige Nutzbarkeit zu berücksichtigen sind.
Das Beleihungsobjekt muss folgende Voraussetzungen erfüllen:
- es ist jährlich (gewerbliche Immobilien) oder alle drei Jahre (Wohnimmobilien) von der kreditgebenden Bank zu überwachen (Art. 208 CRR) und
- es muss durch einen unabhängigen Sachverständigen geschätzt werden (Art. 229 Abs. 1 CRR) und
- es muss zeitnah verwertbar sein (Art. 208 Abs. 2c CRR).

Wohnimmobilien, die diesen Anforderungen genügen und vom Eigentümer selbst genutzt oder vermietet sind, erhalten bei der Risikoposition im Standardansatz ein Risikogewicht von 35 % des risikogewichteten Kredites (Art. 125 Nr. 1a CRR), wobei der Wert der Wohnimmobilie nicht wesentlich positiv mit der Bonität des Kreditnehmers korrelieren darf (Art. 125 Nr. 2a CRR). Das ist etwa bei Gewerbeimmobilien bei durch den Kreditnehmer selbst genutzten Industriegrundstücken der Fall, deren Werte erheblich von den Erträgen abhängen, die er durch die besondere Nutzung der Gewerbeimmobilie (z. B. für Fabrikgebäude) erzielt. Gewerbeimmobilien wird nach Art. 126 Nr. 1a CRR ein Risikogewicht von 50 % zugewiesen. Bei Gewerbeimmobilien ist zudem die Drittverwendungsfähigkeit des Beleihungsobjekts von Bedeutung. Da die Kredite mithin nicht vollständig durch Eigenmittel von der finanzierende Bank unterlegt werden müssen, können insbesondere bei Realkrediten dem Kreditnehmer niedrigere Kreditmargen zugutekommen.
Operativ gilt die Wertermittlungsverordnung (ImmoWertV), in der die Ermittlung der Verkehrswerte (Marktwerte) von Grundstücken und grundstücksgleichen Rechten, ihrer Bestandteile sowie ihres Zubehörs geregelt sind (§ 1 ImmoWertV). Dabei sind die allgemeinen Wertverhältnisse auf dem Grundstücksmarkt am Wertermittlungsstichtag (§ 2 ImmoWertV) zugrunde zu legen. Die als Ausführungsbestimmung zu § 16 Abs. 2 PfandBG erlassene Beleihungswertverordnung (BelWertV) definiert in § 3 BelWertV den Beleihungswert als den Wert der Immobilie, der erfahrungsgemäß unabhängig von vorübergehenden, etwa konjunkturell bedingten Wertschwankungen (Immobilienblase) am maßgeblichen Grundstücksmarkt und unter Ausschaltung von spekulativen Elementen während der gesamten Dauer der Beleihung bei einer Veräußerung voraussichtlich erzielt werden kann. Anzuwenden sind bei der Wertermittlung entweder das Ertragswertverfahren mit dem Ertragswert (§§ 8 bis 13 BelWertV) oder das Sachwertverfahren (§§ 14 bis 18 BelWertV) mit dem Sachwert als Wertkonventionen für den Beleihungswert.

### Bewertung sonstiger Sachsicherheiten
Zu den sonstigen Sachsicherheiten gehören Bankguthaben beim kreditgebenden Institut (Art. 197 Abs. 1a), Forderungen, bestimmte Wertpapiere (Schuldverschreibungen von Staaten und Zentralbanken mit Bonitätsstufe von mindestens 4 und Aktien und Wandelanleihen im Hauptindex) und Gold (Art. 197 Abs. 1a, Art. 207 CRR). Ihr Marktwert ist zu berechnen und alle 6 Monate neu zu bewerten (Art. 207 Abs. 4d CRR), die Restlaufzeit der Sicherheit muss mindestens so lang sein wie die Restlaufzeit der Kredite (Art. 207 Abs. 5 CRR). Art. 210 d CRR verlangt bei sonstigen Sachsicherheiten, dass der Kreditvertrag umfassende Angaben zu Art und Häufigkeit der Neubewertung enthalten muss. Art. 224 Abs. 1 CRR fordert eine volatilitätsorientierte Neubewertung der Sicherheiten, im Extremfall täglich.

## Personalsicherheiten
Bei Personalsicherheiten ist nach Art. 233 Abs. 1 CRR der Betrag als Kreditsicherheit anzusetzen, zu dessen Zahlung sich der Sicherungsgeber im Falle des Kreditereignisses verpflichtet hat. Das gilt für Bürgschaften, Garantien, harte Patronatserklärungen oder sonstige gesamtschuldnerische Haftungen und für Sicherungsgeber bei Kreditderivaten, insbesondere bei Credit Default Swaps. Bürgschaften/Garantien müssen selbstschuldnerisch sein und dürfen nicht als Ausfallhaftung ausgestaltet sein (Art. 215 Abs. 1a CRR). Die wirtschaftlichen Verhältnisse des haftenden Sicherungsgebers sind genauso zu prüfen wie die des Kreditnehmers (Art. 183 in Verbindung mit Art. 171-173 CRR), um das Gegenparteiausfallrisiko zu quantifizieren. Das Gegenparteiausfallrisiko ist gemäß Art. 272 Abs. 1 CRR das Risiko des Ausfalls einer Gegenpartei eines Geschäfts vor der abschließenden Abwicklung der mit diesem Geschäft verbundenen Zahlungen. Ein Kreditinstitut darf keine Geschäftsverbindung mit einer Gegenpartei eingehen, ohne deren Kreditwürdigkeit beurteilt zu haben (Art. 286 Abs. 2a CRR). Eine von einer Gegenpartei gestellte Sicherheit wird wie eine Forderung behandelt, die im Rahmen eines Derivatgeschäfts (Kaufposition) gegen die Gegenpartei besteht und am Tag der Ermittlung der Risikoposition fällig ist (Art. 279a CRR).
Sieht eine Bank bei Personalsicherheiten von einer Prüfung des Sicherungsgebers ganz oder teilweise ab, befragt sie also insbesondere den mit haftenden Sicherungsgeber nicht nach seinen derzeitigen und zukünftigen finanziellen Möglichkeiten, so ist im Zweifel zivilrechtlich davon auszugehen, dass sie die die krasse finanzielle Überforderung begründenden objektiven Tatsachen und Verhältnisse schon bei Vertragsabschluss kannte oder sich ihnen bewusst verschlossen hat. Bürgschaften sind dann nichtig, das gilt auch für den Schuldbeitritt und die Mithaftungsübernahme. Diese zivilrechtlichen Aspekte führen dazu, dass Bürgschaften mit diesen Mängeln keine aufsichtsrechtlich anerkennungsfähige Kreditsicherheit darstellen.

## Bewertungsgrundlage
Alle Kreditsicherheiten besitzen eine für sie jeweils charakteristische Wertkonvention. Hierzu gehören der Nennwert bei Forderungen, Bankguthaben und Sparbriefen, der Kurswert bei Aktien und Schuldverschreibungen, der Rückkaufswert bei Lebensversicherungen oder der Marktwert bei Immobilien. Diese Wertkonventionen werden zwecks Bewertung der Kreditsicherheit anfänglich bei der Hereinnahme und permanent während der Sicherheitenüberprüfung ermittelt und bilden den Ausgangswert für die weitere Wertermittlung. Wertkonventionen bilden entweder dynamisch den aktuellen Wert ab (allgemeiner Marktwert, Kurswert) oder bleiben statisch unverändert (Nennwert). Bei letzteren sind die den Nennwert der Sicherheit beeinflussenden aktuellen oder erwarteten wertbestimmenden Faktoren zu berücksichtigen.
Bei risikoarmen Kreditsicherheiten wie Sicht-, Termin- und Spareinlagen, Bausparguthaben, Rückzahlungsansprüchen aus Lebensversicherungen, bestimmten Staatsanleihen oder Edelmetallen und selbst genutzten Wohnimmobilien (bei Einhaltung einer 80%igen Beleihungsgrenze und störungsfreiem Schuldendienst) entfällt im Rahmen der Kreditwürdigkeitsprüfung die Offenlegungspflicht nach § 18 Satz KWG.

## Wertermittlung
Kreditinstitute berechnen nach Art. 223 Abs. 2 CRR den zu berücksichtigenden volatilitätsangepassten Wert der Sicherheit {\displaystyle C_{VA}} wie folgt:
{\displaystyle C_{VA}=C\cdot (1-H_{C}-H_{fx})}
Dabei entspricht
{\displaystyle C} dem Beleihungswert der Sicherheit,
{\displaystyle H_{C}} der nach den Artikeln 224, 227 CRR berechneten, der Sicherheit angemessenen Volatilitätsanpassung (Beleihungsgrenze oder „haircut“),
{\displaystyle H_{fx}} der nach den Artikeln 224, 227 CRR berechneten, der Währungsinkongruenz angemessenen Volatilitätsanpassung (wenn Kredit und Sicherheit in verschiedenen Währungen denominiert sind).
Beträgt beispielsweise die Ausfallkredithöhe (EaD) 800.000 Euro, der Beleihungswert (Kurswert) der Sicherheit {\displaystyle C} 900.000 Euro, der Standard-Haircut {\displaystyle H_{C}} 25 % (Beleihungsgrenze für Aktien im Nebenindex) und liegt keine Währungsinkongruenz vor ({\displaystyle H_{fx}=0}), beträgt die – mit Eigenmitteln zu unterlegende – Kredithöhe nach Kreditrisikominderung {\displaystyle C_{VA}} 125.000 Euro (Risikopositionswert):
```
   Ausfallkredithöhe (EaD):                               800.000 Euro
   Beleihungswert verpfändete Aktien:     900.000 Euro
   - Beleihungsgrenze (Haircut) 25 %:     675.000 Euro
   Kredithöhe nach Kreditrisikominderung:                 125.000 Euro
```